# XXV (album de Robbie Williams)
Pour l’article homonyme, voir XXV.
Albums de Robbie Williams
The Christmas Present
(2019) Better Man (Bande originale du film)
(2024)
Singles
1. Angels (XXV)
Sortie : 7 juin 2022
2. Lost (XXV)
Sortie : 5 août 2022

XXV est une compilation du chanteur britannique Robbie Williams, sortie chez Columbia Records le 9 septembre 2022. L'album marque le 25e anniversaire de la carrière solo du chanteur, et contient des versions réenregistrées et orchestrées de chansons de sa carrière, qui ont été retravaillées par Jules Buckley, Guy Chambers et Steve Sidwell avec le Metropole Orkest.
La version XXV de la chanson Angels sort en tant que premier single, suivie du single promotionnel Eternity/The Road to Mandalay et de la nouvelle chanson Lost (XXV) en tant que deuxième single officiel. L'édition de luxe de l'album ajoute 10 titres, dont quatre chansons originales supplémentaires : Disco Symphony, More Than This, Home Thoughts from Abroad et The World and Her Mother.
L'album XXV entre directement à la première place du classement des ventes d'albums au Royaume-Uni, Robbie Williams battant le record du plus grand nombre d'albums numéro un parmi les artistes solo au Royaume-Uni. L'album est soutenu par la tournée XXV Tour.

## Contexte
Le 7 juin 2022, Robbie Williams annonce que son prochain album XXV sortira le 9 septembre 2022 et comprendra de nouvelles versions de ses chansons à succès, ainsi que de nouveaux titres. Le même jour, il sort Angels (XXV), une version retravaillée de Angels.

## Singles
Le premier single tiré de XXV est une version revisitée de son tube Angels et sort le 7 juin 2022. Le 10 juin 2022, Angels (XXV) entre la 92e place du classement officiel des ventes de singles au Royaume-Uni, puis atteint la 74e place une semaine plus tard.
Le second single officiel est Lost (XXV) qui est publié le 5 août 2022,

## Performances commerciales
XXV devient le quatorzième album numéro un de Robbie Williams au UK Albums Chart, dépassant Elvis Presley en tant qu'artiste solo ayant le plus grand nombre d'albums numéro un au Royaume-Uni. L'album est également en tête des classements en Irlande, en Écosse et aux Pays-Bas, tout en atteignant le top cinq en Australie, en Autriche, en Belgique, en Allemagne et en Suisse.

## Liste des titres
Toutes les chansons sont sous-titrées 'XXV.
| XXV standard edition | XXV standard edition      | XXV standard edition                           | XXV standard edition | XXV standard edition | XXV standard edition | XXV standard edition | XXV standard edition | XXV standard edition | XXV standard edition |
| No                   | Titre                     | Album original                                 | Durée                |                      |                      |                      |                      |                      |                      |
| -------------------- | ------------------------- | ---------------------------------------------- | -------------------- | -------------------- | -------------------- | -------------------- | -------------------- | -------------------- | -------------------- |
| 1.                   | Let Me Entertain You      | Life Thru a Lens (1997)                        | 3:38                 |                      |                      |                      |                      |                      |                      |
| 2.                   | Come Undone               | Escapology (2002)                              | 4:18                 |                      |                      |                      |                      |                      |                      |
| 3.                   | Love My Life              | The Heavy Entertainment Show (2016)            | 3:25                 |                      |                      |                      |                      |                      |                      |
| 4.                   | Millennium                | I've Been Expecting You (1998)                 | 3:49                 |                      |                      |                      |                      |                      |                      |
| 5.                   | The Road to Mandalay      | Sing When You're Winning (2000)                | 4:41                 |                      |                      |                      |                      |                      |                      |
| 6.                   | Tripping                  | Intensive Care (2005)                          | 3:54                 |                      |                      |                      |                      |                      |                      |
| 7.                   | Bodies                    | Reality Killed the Video Star (2009)           | 3:54                 |                      |                      |                      |                      |                      |                      |
| 8.                   | Candy                     | Take the Crown (2012)                          | 3:13                 |                      |                      |                      |                      |                      |                      |
| 9.                   | Supreme                   | Sing When You're Winning (2000)                | 4:25                 |                      |                      |                      |                      |                      |                      |
| 10.                  | Strong                    | I've Been Expecting You (1998)                 | 4:14                 |                      |                      |                      |                      |                      |                      |
| 11.                  | Eternity                  | Non-album single (2000)                        | 5:27                 |                      |                      |                      |                      |                      |                      |
| 12.                  | No Regrets                | I've Been Expecting You (1998)                 | 5:03                 |                      |                      |                      |                      |                      |                      |
| 13.                  | She's the One             | I've Been Expecting You (1998)                 | 4:30                 |                      |                      |                      |                      |                      |                      |
| 14.                  | Feel                      | Escapology (2002)                              | 4:24                 |                      |                      |                      |                      |                      |                      |
| 15.                  | Rock DJ                   | Sing When You're Winning (2000)                | 4:53                 |                      |                      |                      |                      |                      |                      |
| 16.                  | Kids (avec Kylie Minogue) | Sing When You're Winning et Light Years (2000) | 3:30                 |                      |                      |                      |                      |                      |                      |
| 17.                  | Angels                    | Life Thru a Lens (1997)                        | 4:25                 |                      |                      |                      |                      |                      |                      |
| 18.                  | Lost                      | Inédit                                         | 4:16                 |                      |                      |                      |                      |                      |                      |
| 19.                  | Nobody Someday            | Face B de Feel (2002)                          | 3:35                 |                      |                      |                      |                      |                      |                      |
| 79:34                |                           |                                                |                      |                      |                      |                      |                      |                      |                      |

| Deluxe edition | Deluxe edition            | Deluxe edition                  | Deluxe edition | Deluxe edition | Deluxe edition | Deluxe edition | Deluxe edition | Deluxe edition | Deluxe edition |
| No             | Titre                     | Album original                  | Durée          |                |                |                |                |                |                |
| -------------- | ------------------------- | ------------------------------- | -------------- | -------------- | -------------- | -------------- | -------------- | -------------- | -------------- |
| 20.            | Lazy Days                 | Life Thru a Lens (1997)         | 4:30           |                |                |                |                |                |                |
| 21.            | Hot Fudge                 | Escapology (2002)               | 3:41           |                |                |                |                |                |                |
| 22.            | Sexed Up                  | Escapology (2002)               | 3:45           |                |                |                |                |                |                |
| 23.            | More Than This            | Inédit                          | 4:08           |                |                |                |                |                |                |
| 24.            | Disco Symphony            | Inédit                          | 3:49           |                |                |                |                |                |                |
| 25.            | Better Man                | Sing When You're Winning (2000) | 4:13           |                |                |                |                |                |                |
| 26.            | Home Thoughts from Abroad | Inédit                          | 3:20           |                |                |                |                |                |                |
| 27.            | The World and Her Mother  | Inédit                          | 4:10           |                |                |                |                |                |                |
| 28.            | Into the Silence          | Take the Crown (2012)           | 4:50           |                |                |                |                |                |                |
| 29.            | Angels (Beethoven AI)     | Life Thru a Lens (1997)         | 4:52           |                |                |                |                |                |                |
| 124:05         |                           |                                 |                |                |                |                |                |                |                |

## Classements
| Classement (2022)             | Meilleure position |
| ----------------------------- | ------------------ |
| Allemagne (Media Control AG)  | 3                  |
| Australie (ARIA)              | 2                  |
| Autriche (Ö3 Austria Top 40)  | 3                  |
| Belgique (Flandre Ultratop)   | 3                  |
| Belgique (Wallonie Ultratop)  | 7                  |
| Écosse (OCC)                  | 1                  |
| Espagne (Promusicae)          | 10                 |
| France (SNEP)                 | 11                 |
| Hongrie (Mahasz)              | 12                 |
| Irlande (Irish Albums Chart)  | 1                  |
| Italie (FIMI)                 | 13                 |
| Nouvelle-Zélande (RIANZ)      | 40                 |
| Pays-Bas (Mega Album Top 100) | 1                  |
| Portugal (AFP)                | 5                  |
| Royaume-Uni (UK Albums Chart) | 1                  |
| Suisse (Schweizer Hitparade)  | 4                  |

| Classement (2022)              | Meilleure Position |
| ------------------------------ | ------------------ |
| Allemagne (Offizielle Top 100) | 55                 |
| Belgique (Ultratop Flandre)    | 180                |
| Suisse (Schweizer Hitparade)   | 73                 |

## Certifications
| Pays              | Certification | Unités certifiées |
| ----------------- | ------------- | ----------------- |
| Royaume-Uni (BPI) | Argent        | 60 000            |